# Pheucticus chrysogaster
Pheucticus chrysogaster е вид птица от семейство Cardinalidae.

## Разпространение
Видът е разпространен във Венецуела, Еквадор, Колумбия и Перу.